# Plaňany
Plaňany is een Tsjechische vlek (městys) in de regio Midden-Bohemen, en maakt deel uit van het district Kolín. Plaňany telt 1925 inwoners (2023).

## Geschiedenis
- 1212 – De eerste schriftelijke vermelding van Plaňany.
- 2006 – De gemeente Plaňany krijgt (opnieuw) de status vlek.[1]